# Joanna Zawartko
Joanna Zawartko (ur. 1988) – polska śpiewaczka operowa (sopran).
Absolwentka Akademii Muzycznej we Wrocławiu (klasa Agaty Młynarskiej-Klonowskiej, dyplom z wyróżnieniem). Debiutowała w 2014 jako Desdemona w Otellu Verdiego w Operze Wrocławskiej. Laureatka międzynarodowych konkursów wokalnych.

## Nagrody
- 2013: VI Międzynarodowy Konkurs Wokalny im. H. Hajskiej-Fijałkowskiej we Wrocławiu - Grand Prix
- 2014: XLIX Międzynarodowy Konkurs Wokalny im. Dvořáka w Karlovych Varach - III nagroda
- 2016: IX Międzynarodowy Konkurs Wokalny im. Stanisława Moniuszki w Warszawie - III nagroda
- 2018: Koryfeusz Muzyki Polskiej w kategorii odkrycie roku[1]